# 주간고속도로 제59호선
주간고속도로 제59호선(영어: Interstate 59, I-59)은 미국 남부 루이지애나주 슬라이델(Slidell) 근교에서 남동부 조지아주 와일드우드(Wildwood)를 잇는 총 연장 716.53km의 고속도로이다. 59호선의 건설 목적은 뉴올리언스와 버밍햄, 채터누가를 연결할 의도였으나 전 노선이 미국 고속도로 제11호선과 겹치면서 보통 고속도로였던 제11호선을 개조해 주간고속도로 제59호선으로 승격시켰다. 59호선은 앨라배마주의 터스컬루사 북부와 버밍햄 도심을 제외하고는 전체 노선이 4차선이다. 또한 20호선과 상당부분이 겹치며, 북측 종점에서부터 24호선, 75호선, 40호선을 이용하다 주간고속도로 제81호선을 통해 버지니아주 서부&북부 지역이나 펜실베이니아주 해리스버그, 스크랜튼, 뉴욕주 시러큐스 등으로 갈 수 있다.